# Helge Kuprella
Helge Kuprella (* 17. Oktober 1970 in Leverkusen) ist ein ehemaliger deutscher Basketballspieler.

## Werdegang
Kuprella wurde 1989 mit der A-Jugend von Bayer Leverkusen deutscher Meister.
Er spielte in der 2. Basketball-Bundesliga Gruppe Nord bei Schalke 04, für dessen Vorgängerverein ASC Gelsenkirchen auch schon sein Vater Dieter Kuprella, Olympiateilnehmer 1972 und mehrfacher deutscher Meister mit Bayer 04 Leverkusen im Basketball, gespielt hatte. Anschließend stand er 1990/91 und 1991/92 im Aufgebot von Bayer 04 Leverkusen. Wie sein Vater wurde er mit Leverkusen deutscher Meister. In der mit Nationalspielern gespickten Leverkusener Mannschaft konnte er sich jedoch nicht durchsetzen. Helge Kuprella kam auf 40 Bundesliga-Spiele für Leverkusen und trug auf diese Weise zu zwei deutschen Meistertiteln bei.
Nach einer Spielzeit in der Basketball-Bundesliga 1992/93 beim Aufsteiger aus Derne, der jedoch sofort wieder abstieg, wechselte er zurück an den Rhein und spielte für den Zweitligisten aus Rhöndorf, mit dem er 1995 in die erste Basketball-Bundesliga aufstieg. 1999 verkaufte man die Erstliga-Lizenz an den neuen Verein Skyliners Frankfurt. Kuprella hingegen blieb den Rhöndorfern bis 2002 treu, die in der zweiten Liga weiterspielten. Bei diesem Verein wurde er der Spieler mit den meisten Einsätzen für die erste Mannschaft. Von 2002 bis 2004 spielte er wieder im Ruhrgebiet noch zwei Spielzeiten in der zweiten Liga für den ETB SW Essen.
Kuprella arbeitete später bei einem Trinkwasserversorgungsunternehmen aus Gelsenkirchen. 2002 heiratete er die frühere Leichtathletin und spätere Rundfunk- und Fernsehmoderatorin Anke Feller.